# Сражение при Камберленд-Гэп
Сражение при Камберленд-Гэп (англ. Battle of the Cumberland Gap) произошло 18 июня 1862 года в районе ущелья Камберленд-Гэп (Кентукки, Теннесси, Вирджиния). Оно было одним из сражений Кентуккийской кампании во время американской гражданской войны. Армия Юга под командованием Картера Стивенсона удерживала стратегически важное ущелье Камберленд-Гэп, «Американский Гибралтар». Федеральной армии под командованием бригадного генерала Джорджа Моргана удалось путём маневрирования заставить Стивенсона отступить и сдать ущелье.

## Предыстория
Конфедераты под руководствам генерала Альберта Джонстона возвели серьёзную линию укреплений по границам штатов Кентукки, Теннесси и Миссури. Центром обороны Джонстона был городок Боулинг-Гринн в Кентукки. На левом фланге его прикрывала корабельная флотилия ставшая на якорь у острова № 10, по реке Миссисипи, справа его прикрывал корпус генерала Картера Стивенсона в ущелье «Камберленд-Гэп».
В начале 1862 года федеральные войска одержали ряд значительных побед на Западном театре военных действий, таких как сражение за форт Донелсон, Битва при Милл-Спрингс и т. д. Итогом этого стало нарушение обороны южан в нескольких ключевых точках.

## Последствия
В 1863 году федеральные войска отбили ущелье.